# Labidocera javaensis
Labidocera javaensis is een eenoogkreeftjessoort uit de familie van de Pontellidae. De wetenschappelijke naam van de soort is voor het eerst geldig gepubliceerd in 1997 door Mulyadi.